# Tovar (Mérida)
Tovar is een gemeente en stad in de Venezolaanse staat Mérida. Tovar telt 41.900 inwoners.
De gemeente bestaat uit vier civiele parochies (Spaans: parroquia): El Amparo, El Lliano, San Francisco en Tovar.